# 三つ葉の結びめ
「三つ葉の結びめ」（みつばのむすびめ）は、やなぎなぎの楽曲。やなぎが作詞、出羽良彰が作曲を手掛けた。やなぎの7枚目のシングルとして2014年2月19日にNBCユニバーサルから発売された。

## 音楽性
本曲は、テレビアニメ『凪のあすから』の後期エンディングテーマに起用された。1stシングル「ビードロ模様」以来となるアニメの劇伴作曲者とタッグを組んでいる。タイトルは、ロープワークから取られている。
断絶された世界を歌った前作「アクアテラリウム」と違い、今作では外へ向かうことへの希望と気持ちの分岐を歌っている。出羽には事前に「サビで視界が広がる明るい曲」にして欲しいことを伝えており、制作もやなぎ自身事細かにリクエストをしたという。ちなみに出羽はBメロのバッキングにもメロトロン風の音色を取り入れたという。
なお、やなぎは前々作「ユキトキ」まで自身の想いに基づいた複数のやなぎを連想し、これを基に曲を書いていたが、前作「アクアテラリウム」で自身初となるアーティストと1対1で話し合って曲を制作したことで今作の制作にも多少なりとも影響されたという。
PVは、やなぎが真っ白な部屋で絵の具を使って日常品を徐々に増やす内容になっており、最後のシーンでは話のオチを明確にするため風船が放たれている。なお撮影には3日もかかったという。

## シングルリリース
2014年2月19日にNBCユニバーサルから発売された。やなぎのシングルとしては前作「アクアテラリウム」から約3か月ぶりのリリースとなる。
販売形態は初回限定盤（GNCA-0325）と通常盤（GNCA-0326）の2種リリースで、初回限定盤には本曲のPVを収録したDVDが同梱されている。
2曲目「インテンション･プロペラント」は、宇宙をテーマとした荒々しい曲で、タイトルも、サビの上昇的なものと自身の天体への興味を重ねて「意思を推進」という意味の造語にしたという。
3曲目「unjour」は、ガブリエル・バンサンがデッサンのみで書いた『アンジュール ある犬の物語』から取られている。やなぎは『アンジュール』がストーリーを読者に委ねるような構成になっているため同作品を基に聴く人により世界観が変わる曲を作ることを決意したという。ちなみにAメロの冒頭には『アンジュール』の世界観を表すフレーズが散りばめられている。

## シングル収録内容
| 全作詞: やなぎなぎ。 |                                                  |            |            |            |      |
| #                    | タイトル                                         | 作詞       | 作曲       | 編曲       | 時間 |
| 1.                   | 「三つ葉の結びめ」                               | やなぎなぎ | 出羽良彰   | 出羽良彰   | 4:56 |
| 2.                   | 「インテンション･プロペラント」                  | やなぎなぎ | ARCHITECT  | ARCHITECT  | 3:30 |
| 3.                   | 「unjour」                                       | やなぎなぎ | やなぎなぎ | やなぎなぎ | 3:35 |
| 4.                   | 「三つ葉の結びめ ＜instrumental＞」              | やなぎなぎ |            |            | 4:56 |
| 5.                   | 「インテンション･プロペラント ＜instrumental＞」 | やなぎなぎ |            |            | 3:30 |
| 6.                   | 「unjou ＜instrumental＞」                       | やなぎなぎ |            |            | 3:33 |
| 合計時間:            | 合計時間:                                        | 合計時間:  | 合計時間:  | 24:02      |      |

| #  | タイトル               | 作詞 | 作曲・編曲 |
| -- | ---------------------- | ---- | ---------- |
| 1. | 「三つ葉の結びめ」(PV) |      |            |

## チャート
| チャート（2014年）                                 | 最高位 |
| -------------------------------------------------- | ------ |
| オリコン                                           | 27     |
| Billboard JAPAN Hot 100                            | 100    |
| Billboard JAPAN Hot Singles Sales                  | 24     |
| Billboard JAPAN Hot Animation                      | 19     |
| Billboard JAPAN Top Independent Albums and Singles | 4      |

## 収録アルバム
| 曲名           | 収録アルバム   | 発売日         | 備考                  |
| -------------- | -------------- | -------------- | --------------------- |
| 三つ葉の結びめ | 『ポリオミノ』 | 2014年12月10日 | 2ndオリジナルアルバム |